# 中継 (村上市)
中継（なかつぎ）は、新潟県村上市の大字。
かつて出羽街道が通った宿場で、地内の川内神社近くに一里塚がある。1958年（昭和33年）は89世帯で人口639人であったが、現在は人口が減少し83世帯・人口252人（男115/女137）となっている（2021年8月1日時点）。

## 地理

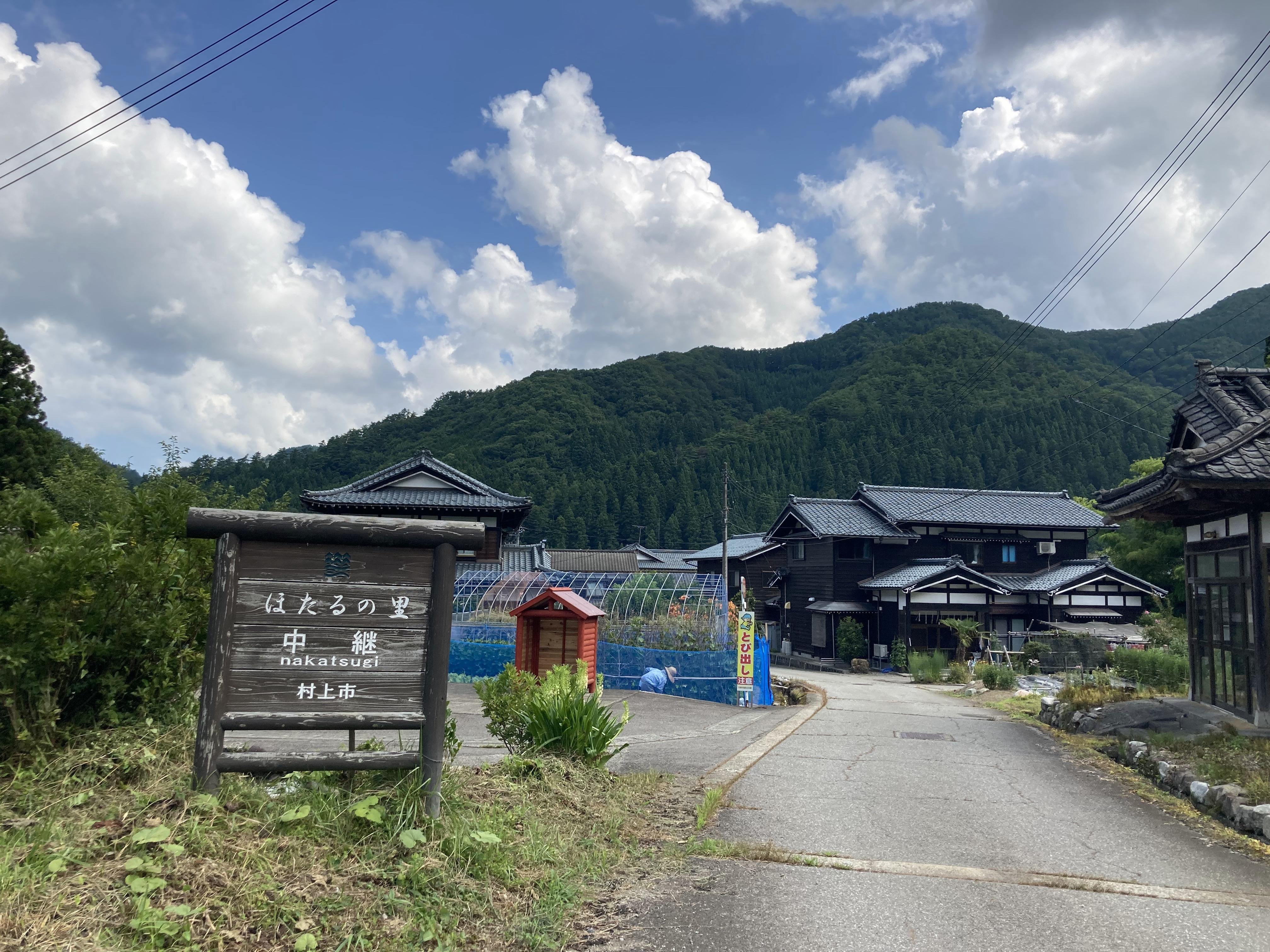
出羽街道の中継入り口

中継川が流れており、東方上流には山熊田が位置し、西方の下流は荒川口へ至る。古くから出羽街道の宿駅で、南の荒川村からカリヤス峠を越えて中継を通り、北の小俣村に至る道の途中に位置していた。そのため、当所で中継ぎしていたことから中継という地名になったと考えられている。中世から近世にかけては「中次村」とも古文書に記載されていた。
中継の部落は3カ所に散在している。出羽街道に位置する「中継」と県道沿いの「興屋」、中継川右岸の「半田平」の3つで、中継と興屋、半田平とは2キロメートル以上離れており、このように町内で部落がこれほど離れているのは珍しい。時代は不明なものの、中次村は一度中継川の浸食などにより現在の上中継の位置に移動したといわれている。

## 歴史

### 旧石器時代〜古代
山北地区では縄文中期の出土品(火炎土器など)が多数でていて、中継では縄文時代の遺跡3カ所発見されており、白須平（集落より東方約300メートルの水田・畑）と芦ノ平（集落より東方約1.1キロメートルの開墾地）と水田化されている集落の北方で確認されている。また、近世の遺跡として上ノ代遺跡がある。

### 近世
戦国時代の古文書では中継村ではなく中次と記録されていて越後国岩船郡小泉荘の内であった。1569年（永禄12年）正月17日付の上杉家文書「大川長秀書状」によると、本庄繁長の乱の際に大川方の拠点として黒川俣・燕倉とともに中次も利用された。1590年（天正18年）以降と文書と思われる津軽文書「10月晦日付豊臣秀吉朱印状」によると、中次は宿場であったため津軽為信が秀吉に鷹を献上する際、鷹を運ぶ一行に宿を提供し鷹の餌をあげるよう命を受けていた。
江戸時代、平野部では新田開発が進み盛んに新田村が誕生していたが、山北地区では1597年（慶長2年）以来新田村は誕生せず、支配の都合で「今谷村」と「かうや村」と「中次村」がまとめられ「中継村」となった。1597年（慶長2年）に作製された太閤検地越後絵図には、かうや村は中継川下流の右岸、今谷村は上流左岸の位置に記載。1つの村にまとめられた年は分からないものの、1597年（慶長2年）の「瀬波郡絵図」では3つの村の名前が記載されていたが、1655～1658年（明暦元年～万治1年）の明暦検地の文書によると「中継村」として1つの村の書かれていたため、この50年の間に行政が手を加えたとされている。元々、かうや村は中継から別れた部落。1597年（慶長2年）の太閤検地越後絵図には、「今谷村には金山あり」と書かれており、これと砂金採取の遺構が中継地内の台地にあることは、関係してるのではないかといわれている。
松平直矩が1655年（明暦元年）から1667年（寛文7年）の間に行われた検地帳が発見されており、そこには山北では中継を含む19ケ村が記載されていた。鵜泊村の検地帳が1番最初に作られ、最後に作られたのが越沢村。記載された年代から、山北の検地は最低11年に及ぶ年月を要した大事業だった。
出羽街道が通る中継では、1689年（元禄2年）に松尾芭蕉が奥の細道の旅で中継も通ったとされている。また松尾芭蕉が中継に滞在したとされており、その際「鴨立って 月を砕くや 桂渕」と中継川上流に位置する遊泳場所「桂渕」を詠ったと言われている。しかし、これを立証する史実は確認されていない。
中継も周辺の小俣や雷と同様、山間に位置し農業だけで生計を立てるには不利な地域だったため「作間稼ぎ」と呼ばれる副業が行われていた。1712年（正徳2年）の村明細によると、中継村では農業の傍ら作間稼ぎで塩木切りと宿場勤めをして生計を立てていたことが分かる。出羽街道沿いの黒川俣村の11ケ村のうち、宿場勤めをしていたのは大沢・中村・荒川・中継・小俣の5ケ村だった。
1848年（嘉永元年）、山北の大河沖に異国船が出没した際の様子について、中継村庄屋の東海林久四郎家が「年代記」に残した。そこには「大名に出没したことを伝えると、村上藩は寝屋・岩船を固め、米沢藩は粟島・早川・吉浦を固め700人余りの人員を要した。庄内藩は鼠ヶ関・とび島などを固めていた。」という趣旨が書かれていた。このように各藩とも兵を派遣して、領内の海岸の守りを固めていた。また幕府は蝦夷地の守護を重視し、諸藩に命じて守備隊と共に農民から農民から人夫（徴用された人民）を徴収し派遣。中継村では人夫1人を割り当てられた。そのため村でくじ引きをして人夫を決め、15両の旅費は村中で出し合った。その5年後の1853年（嘉永6年）にペリーが浦賀に来航したことをきっかけに、幕府・諸藩が防衛体制を整えることになった。しかし、軍用金が莫大であったため、各所に御用金を割り当てた。前述した「年代記」にもこのことが書かれており、中継を支配していた塩野町には500両割り当てられたとある。中継村では東海林久四郎家が12両2分納めるように命じられた。

### 近代

#### 中継における戊辰戦争
戊辰戦争の記録は、上述した中継村庄屋の東海林久四郎家の「年代記」に農民側から見た戊辰戦争の記録として残っている。そこには、防衛のため庄内から中条へ出動する酒井庄太郎率いる庄内軍の様子、村上城落城により庄内へ落ちる人々の惨めな様子が記録されていた。1868年（慶応4年）5月に長岡城が落城。北上する新政府軍が7月下旬に軍艦で来て網代浜（新発田市）に上陸し、新潟も陥落。庄内藩を含む各藩は兵を引いた。舞台は、村上・山北に移った。しかし、戦う前から村上城内では和戦両論で意見が分かれるような状態だったため、8月11日には落城。翌12日午前10時ごろ落城した村上城から庄内軍と共に庄内へ落ちる人々が中継村を通り、午後4時ごろになると大雨が降り出したが昼夜問わず翌日の夕暮れまで人々が中継を通っていった。「年代記」には、その様子を目も当てられない姿だったと書かれていた。その後、山北の小俣・雷・中浜を舞台に激しい戦いが繰り広げられ、新政府軍の進撃は止まらず8月17日に庄内藩が降伏し山北戦争の幕は閉じた。
1869年（明治2年）、政府が関所や口留番所を廃止し、陸上交通の制度を宿駅制から伝馬所に変わり、人や物を運搬させた。しかし、民間の物流が活発になったため、1872年（明治5年）官制の伝馬所を廃止し、民間の駅伝組合が役割を担うようになった。出羽街道が通る宿場村の大沢の史料には、1872年（明治5年）伝馬所廃止直前の陸上交通の様子が残されている。そこには、中継駅を含む5つの駅の戸数・道のり・御定賃銭・助郷などが記録されている。中継駅の「道のり」は中継-小俣の35丁（約3.8km）だったため、他の4駅の御定賃銭より高かった。また定助郷はなく、通行が多い時は小俣駅同様、大代・雷・山熊田に助郷を頼んでいた。

## 産業・生業

### 川漁
日本海側では鮭が川をのぼるため昔から漁獲されていて、他には鱒・鮎などが川で獲られていた。また、山北では大川や勝木川、葡萄川などの大きな川だけでなく、小さな川の上流までのぼっていたという村々の記録が残っている。そのため、度々漁業権や漁場について対立が起きた。中継でも1741年（寛保元年）の記録で、「5月に中継の2人の村人が鱒を捕りに川へ行った際、網ややす（小型の銛のような漁具）を手に村の境界を越え山熊田の区域に入ったため、抗議された」と残っている。

### 宿場
江戸時代になると出羽街道でも宿駅制ができ、1712年（正徳2年）の「黒川俣組十一ヶ村明細帳」には中継でも宿場を勤めていると記録されている。

## 文化・暮らし

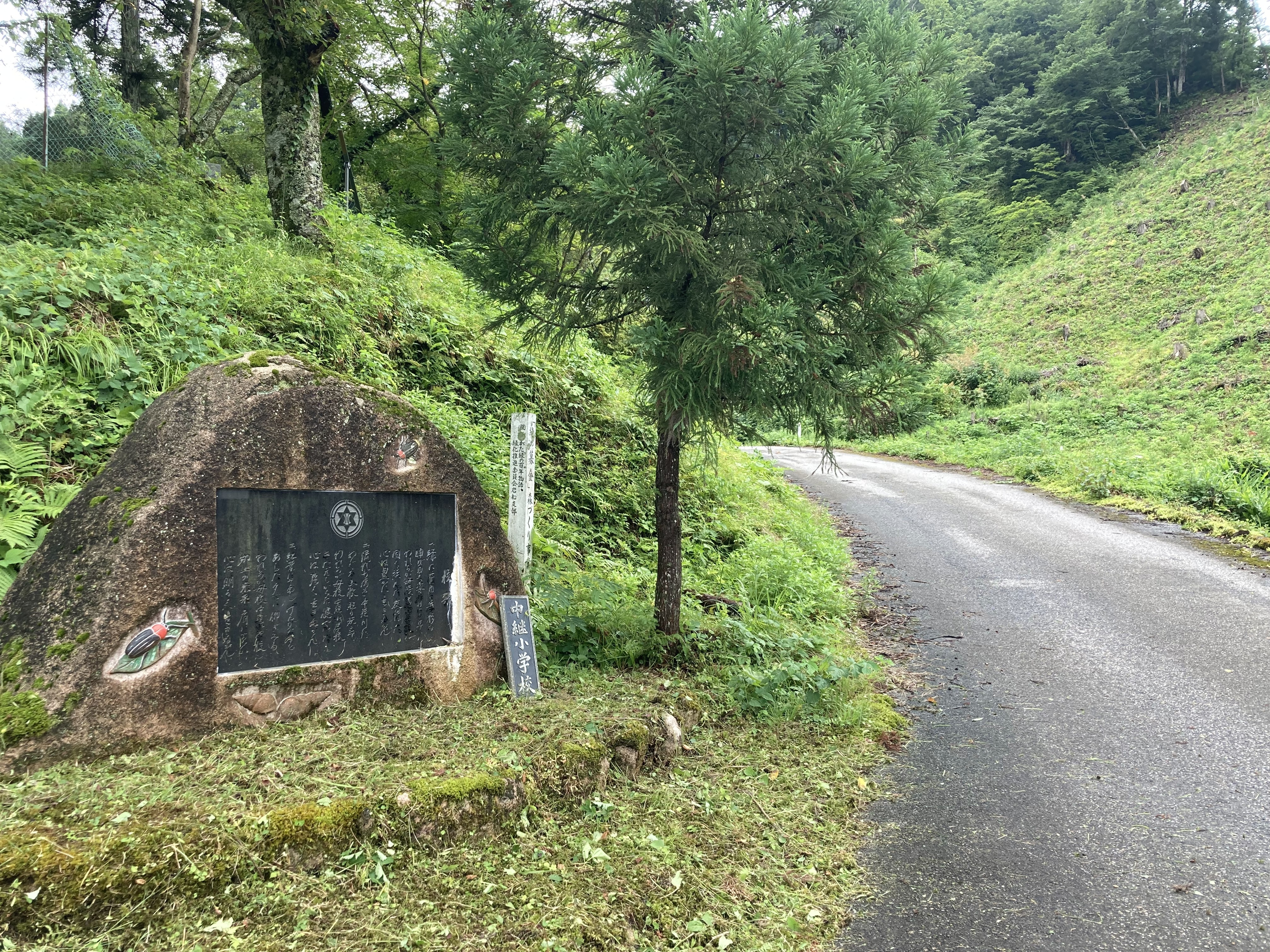
中継小学校入り口

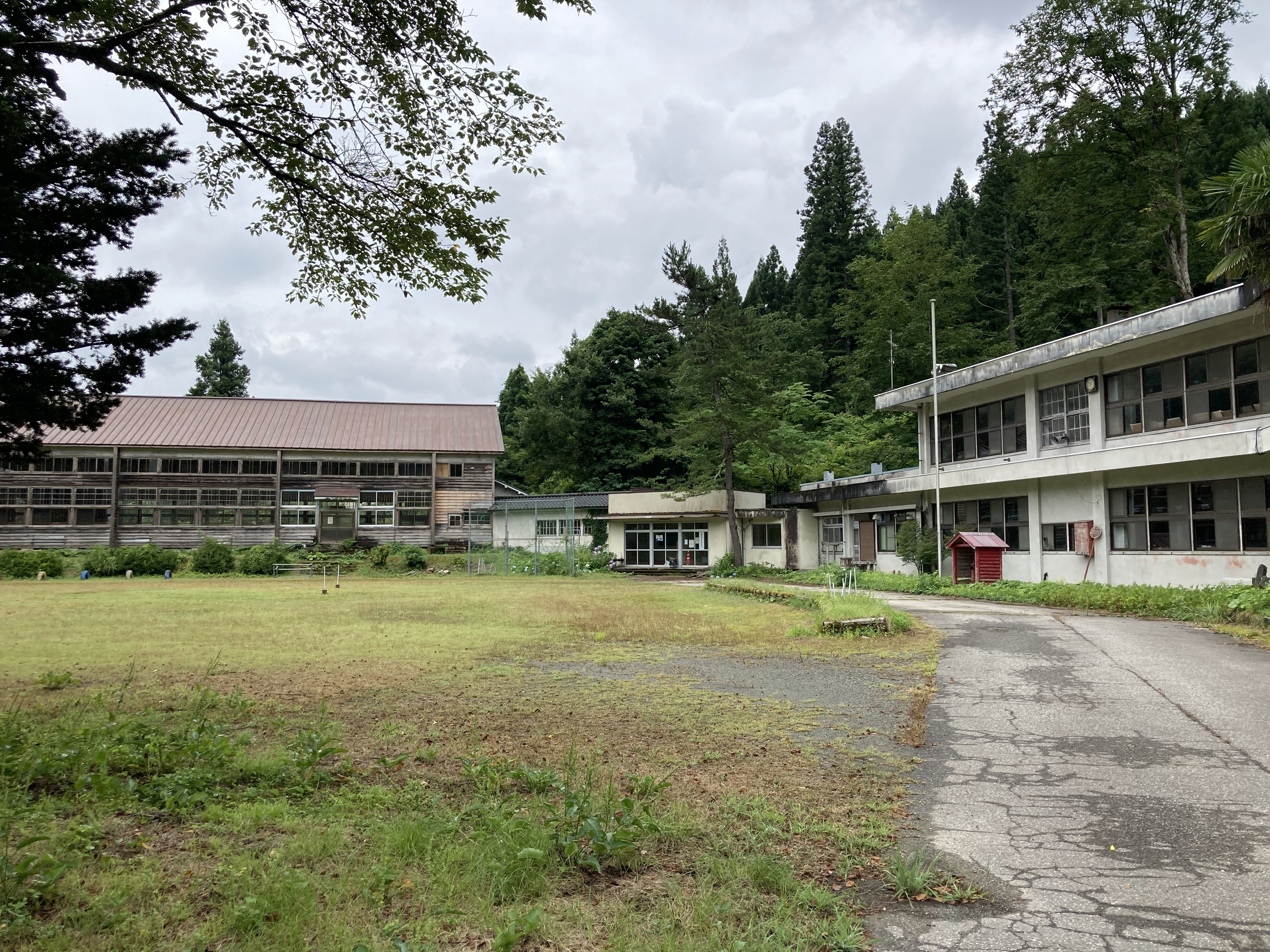
中継小学校

### 村の運営組織

#### 戦後から昭和末期まで
農村は各村単位で自治を行なっていて、昭和末期当時の様子の記録が残っている。家が集まった部落ごとに部落会が組織され、毎年各家の代表が1月4日に開かれる総会に参加。代表者は原則各家の戸主であるが、20歳以上であれば男女関係無く代理での参加が可能。総会では、部落の決算・予算案の承認や役員の選挙などが行われる。1968年（昭和43年）に公民館ができるまでは中継小学校を会場にしていたが、できた後は公民館で開かれている。中継の役員を構成するのは総大・副総代・協議員・監査で総会の選挙・選出で決まる。選挙で当選した総代は、まず1年間副総代を務め仕事を覚えたのちの2年目に総代を務める。その後、もう1度副総代を務める決まりになっており、1度総代に当選すると3年間は総代・副総代の役員を務める事になっている。協議員は、各組からの選出で8名。それに加えて総会で4名選出され、協議員は計12名となる。前者は任期2年で、奇数組・偶数組と分かれているので、協議員総入れ替えということはない。各組2年おきに協議員が交代する際は、12月25日の役員引き継ぎまでに新しい者を選出しておく。それに対して、後者は任期が1年となっている。昭和末期の記録によると、それまで役員を務めたのは戸主の男性のみで、たとえ世帯主が女性である場合も役員にはなってない。役員定例会は、年末決算の監査と前述した役員引き継ぎの2回。7月初旬には中間監査があるが、これには総代・副総代の3名と監査のみで行われる。

#### 戦前
前述したような仕組みの組織になったのは戦後のことで、戦前は違う制度が採用されていた。当時は8人衆や10人衆と呼ばれる部落の中で経済的に裕福な家の重鎮で役員を構成。世襲ではなく経済力の変遷や世代交代などで、任期は無かったものの改編された。総代は役員の中で持ち回りで役に就き、役員会は総代の家で行われた。

### 奉納相撲
昔から行われている秋の豊作を願って行われる行事。以前は毎年9月1日に行われていたものの、現在は勤め人が多くなったため9月1日に近い日曜日に催されている。中継小学校に赴任した奥村誠一がが相撲好きで積極的に指導したことから、1939年（昭和14年）から大々的に行われるようになった。「中継若連中」と呼ばれる18~45歳くらいの男性を中心に行わる勝ち抜き制。7人勝ち抜いた人には、「八番目」と呼ばれる竹で作られた戦利品が贈られる。「八番目」という名の由来は、7人に勝ち抜いた次の相手の8人目を指す。また「八番目」は「やどや」の役割を担う。
当日は、午前中に竹を切り「八番目」を作り、お宮に奉納してから相撲が始まる。相撲を終えた後は、同じ場所で秋の豊作を祝い酒を飲み、「やどや」へ向かって汗を流し食事をする。
現在は、「やどや」と呼ばれる役が負担であることから、「八番目」を貰う人は事前に決める。また、小中高生も参加し、他の集落からも参加するため賑わっている。

## 名所・旧跡・社寺

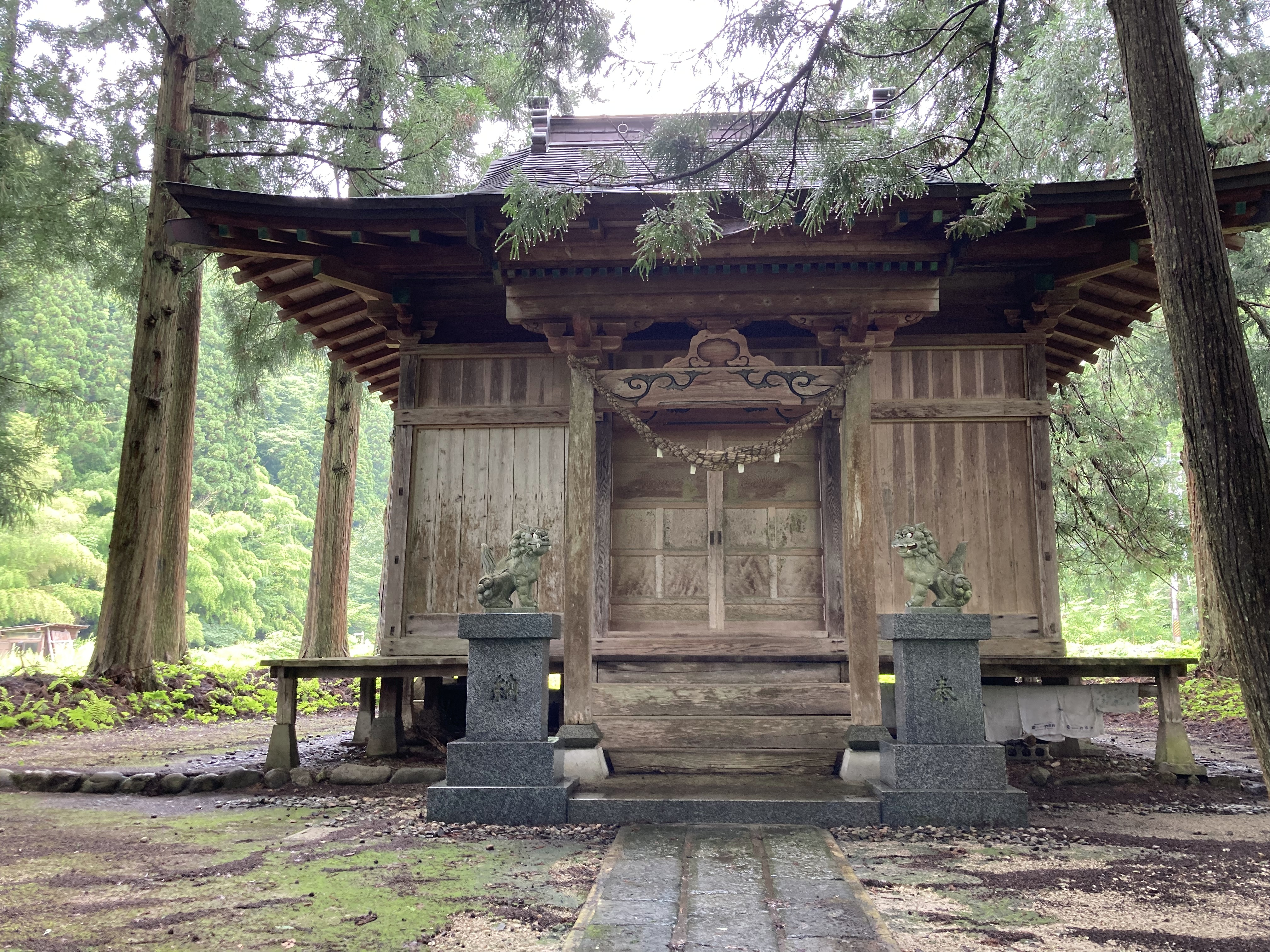
川内神社
中継川北岸にある神社。境内西南の端には一里塚がある。

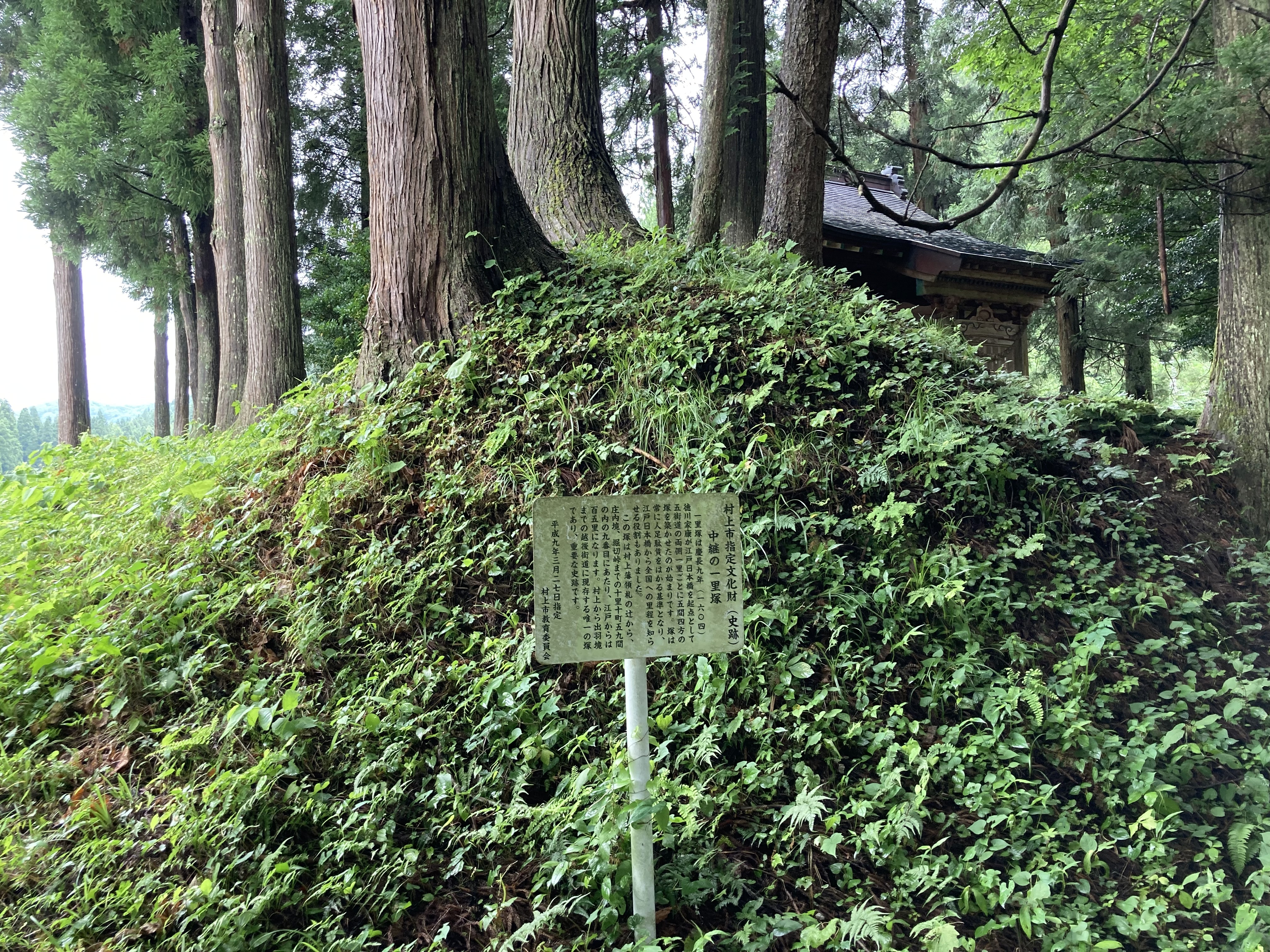
一里塚
一里塚は中継部落の川内神社の境内の隅に位置する市指定文化財。直径7メートル、地表面からの高さ3メートルの円状。村上城下「札の辻」から庄内境の堀切峠までの9番目の塚である。
経王塔
経王塔は中継部落の南の入り口に馬頭観音や地蔵などと並んで位置する石碑。かつて中継にあった寺の跡から出てきたもの。中継川の自然石で高さ1.3メートル程で表面に経王塔と文字が刻まれている。これは平らな台石の上に立っており、石碑の下には「摩訶般若波羅蜜多心経」が書かれた小石が多数あるが土に埋まっている。経王塔がいつのものかは不明である。
カリヤス峠
中継と荒川との間に位置する標高300メートルの峠で、かつて出羽街道が通っていた。名前の由来とされる伝承が残っている。昔、源頼家が奥羽の蝦夷征伐に従軍していた際、都から慰問使が戦地である奥羽に向かっていた。それに対し、頼家の陣営からは戦争に勝ち終結したことを伝える使者が都に向かっていた。この慰問使と使者がかち合った場所がカリヤス峠で、前者は戦に勝ったことを祝し労い、後者は戦の様子を語り合った。そうした会話から、前回の戦が9年要したのに対し、今回は3年で終結したためカリヤスかった（簡単だった）ことをこの地で喜んだため「カリヤス峠」と言われるようになったとされている。

## 交通
府屋駅・勝木駅から新潟交通観光バスの路線バスが運行されている。
1990年代まではさらに奥の山熊田まで運行されていたが、路線が短縮されて現在の運行形態になっている（短縮時期不明）。